# Дългата разходка
„Дългата разходка“ (англ. The Long Walk) е роман от Стивън Кинг, издаден под псевдонима Ричард Бакман през 1979 г. Сюжетът е в стил алтернативна история и действието се развива в деспотична и тоталитарна версия на САЩ.